# Джон Еббот

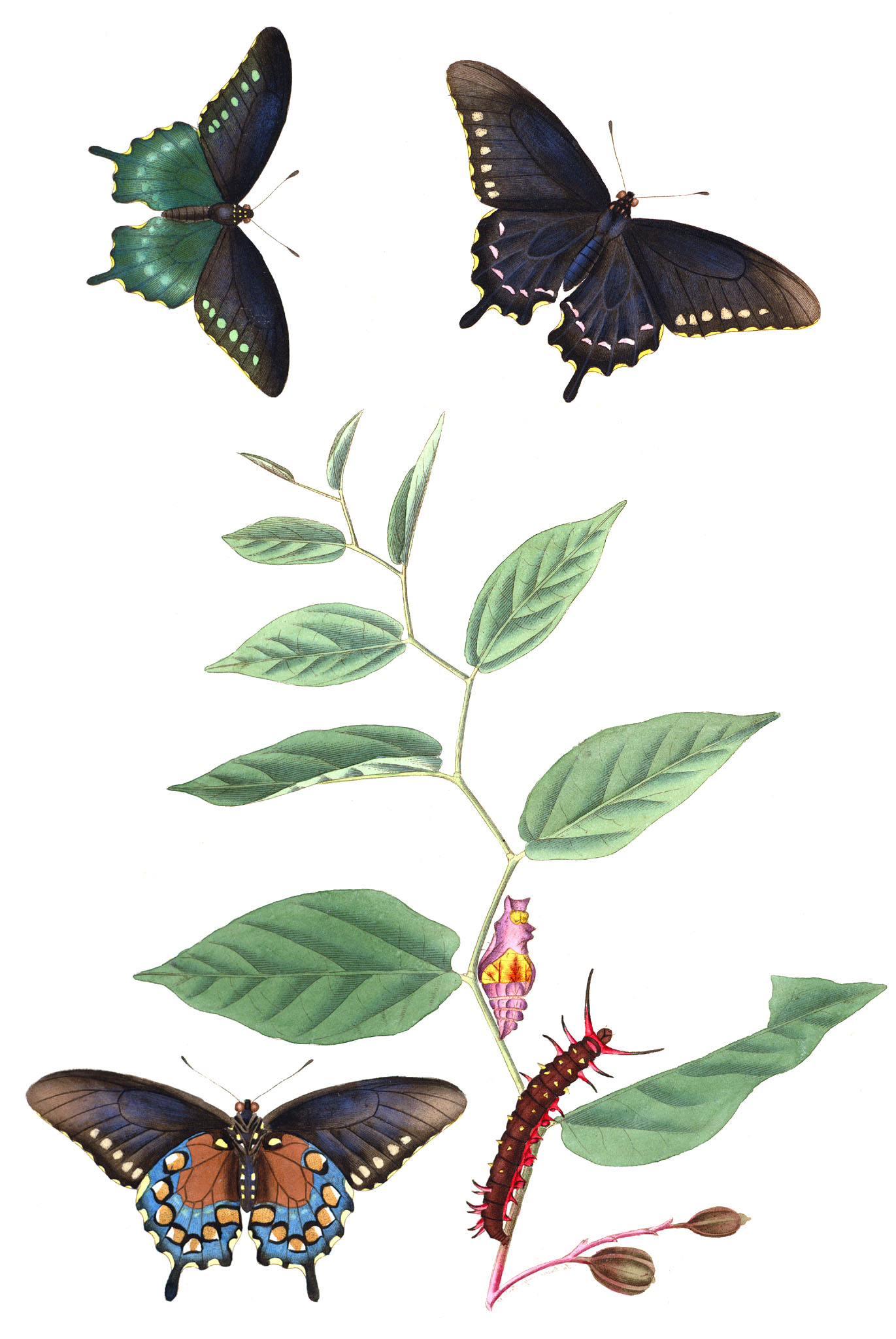
Ілюстрація з «The natural history of the rarer lepidopterous insects of Georgia», 1797

Джон Еббот (англ. John Abbot, 1751 — бл. 1840) — американський ентомолог, орнітолог та ботанік англійського походження.

## Біографія
Джон Еббот народився в 1751 році в Лондоні.
Він мігрував до Америки в 1773 році, облаштувавшись у Вірджинії. У 1776 році Джон Еббот мігрував в штат Джорджія, де він провів більшу частину життя.
Джон Еббот робив ілюстрації з орнітології та з ентомології. Він є автором 40 наукових робіт у 63 публікаціях на 3 мовах.
Джон Еббот помер близько 1840 року в окрузі Баллок, США.

## Наукова діяльність
Джон Еббот спеціалізувався на насіннєвих рослинах. Він займався також орнітологією і ентомологією.

## Наукові роботи
- У співавторстві із Джеймсом Едвардом Смітом (1759–1828), The Natural History of the Rarer Lepidopterous Insects of Georgia Collected from Observations by John Abbot (2 volumes, 104 plates). 1797[5][6].
- Original drawings for Jean Baptiste Alphonse Dechauffour de Boisduval's (1799–1879) and John Eatton Le Conte's (1825–1883) Histoire Générale et Iconographie des Lépidoptères et des Chenilles de l'Amérique septentrionale. 1833[7].
- Original drawings for Charles Athanasie Walckenaer's Histoire naturelle des insectes aptères. 1837–1847.